# Freycinetia imbricata
Freycinetia imbricata är en enhjärtbladig växtart som beskrevs av Carl Ludwig von Blume. Freycinetia imbricata ingår i släktet Freycinetia och familjen Pandanaceae. Inga underarter finns listade.